# Будко, Йосеф
Йосеф Будко (Будко, Иосиф; Joseph Budko, Joseph Boudko; идиш יוסף בודקאָ‎) 1880, Плоньск, Варшавская губерния, Российская империя, ныне Мазовецкое воеводство, Польша — 1940, Иерусалим, Британский мандат в Палестине) — живописец, график, известен как иллюстратор книг.

## Биография
Учился в Виленской художественной школе (1905), в 1910 году уехал в Германию, где учился у Германа Штрука (с 1912). В 1933 году переехал в Эрец-Исраэль, директор Школы искусств и ремёсел Бецалель в Иерусалиме (с 1935).
Иллюстрировал произведения Ицхока-Лейбуша Переца, Хаима Нахмана Бялика, Шолом-Алейхема.